# Toseong-myeon
Toseong-myeon (en coreà: 토성면) és un municipi del comtat de Goseong, província de Gangwon-do, a Corea del Sud.
El municipi es troba a la part nord de la costa del país, a 150 km al nord-est de Seül, la capital del país.
Segons el cens de 2022, la població és de 8.425 habitants (4.412 homes i 4.013 dones).
L'1 de maig de 2020, es va produir un incendi forestal, el qual va afectar Dowon-ri, Hakya-ri i Unbong-ri.

## Divisions administratives
Toseong-myeon és una divisió administrativa de Corea del Sud anomenada Myeon, la qual dins seu es divideix en els següents Ri (pobles rurals):

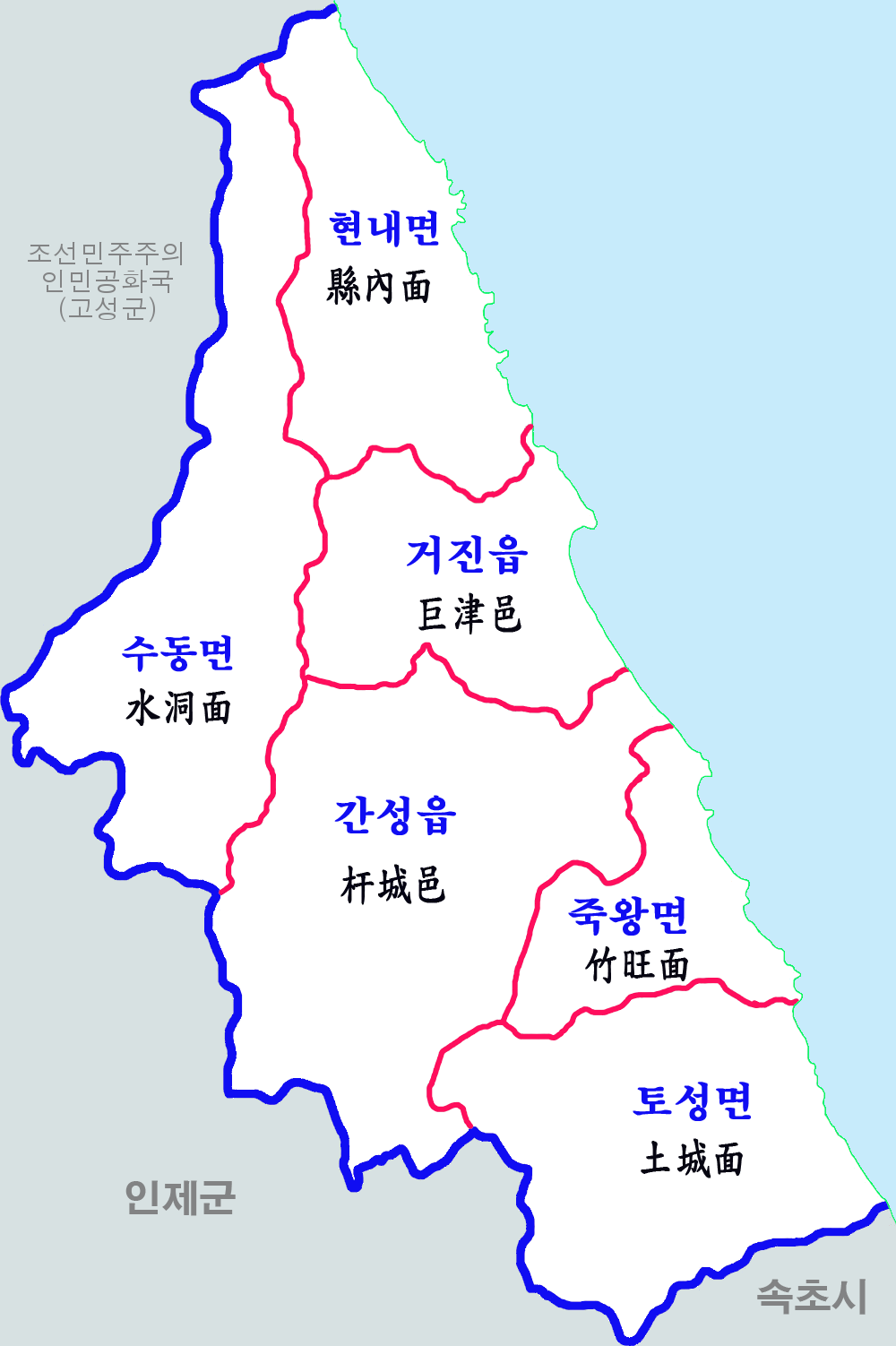
Mapa del comtat de Goseong

| Nom             | Nom en coreà | Nom xinès |
| --------------- | ------------ | --------- |
| Gyoam-ri        | 교암리       | 橋巖里    |
| Geumhwajeong-ri | 금화정리     | 금화정리  |
| Dowon-ri        | 도원리       | 도원리    |
| Baekchon-ri     | 백촌리       | 백촌리    |
| Bongpo-ri       | 성대리       | 봉포리    |
| Seongdae-ri     | 성대리       | 성대리    |
| Seongcheon-ri   | 성천리       | 성천리    |
| Sinpyeong-ri    | 신평리       | 신평리    |
| Ayajin-ri       | 아야진리     | 아야진리  |
| Yongam-ri       | 용암리       | 용암리    |
| Yongchon-ri     | 용촌리       | 용촌리    |
| Unbong-ri       | 운봉리       | 운봉리    |
| Wonam-ri        | 원암리       | 원암리    |
| Inheung-ri      | 인흥리       | 인흥리    |
| Cheonjin-ri     | 천진리       | 천진리    |
| Cheonggan-ri    | 청간리       | 청간리    |
| Hakya-ri        | 학야리       | 학야리    |

## Llocs d'interès
- Temple budista Hwaamsa (금강산 화암사): Es troba a la muntanya de Sinpyeong-ri
- Pavelló Cheongganjeong (청간정): Es troba a la platja de Cheonggan-ri[3]
- Pavelló Cheonhakjeong (천학정): Es troba a la costa de Gyom-ri. És un pavelló d'una sola planta amb sostre octogonal. Vistes sobre un penya-segat de la costa.[3]

## Transport
Per Toseong passa la carretera nacional 7, la qual connecta moltes ciutats i províncies de la costa coreana.

## Clima
A Toseong, els estius són càlids i mullats i els hiverns són freds, nevats i amb vent. Al llarg de l'any, la temperatura acostuma a variar entre -5 °C i 28 °C.
La temporada càlida dura tres mesos i mig, del 2 de juny al 21 de setembre, amb una temperatura màxima mitjana de 23 °C. El mes més càlid és agost, amb una temperatura màxima mitjana de 28 °C i mínima de 22 °C.
La temporada freda dura tres mesos, del 3 de desembre al 4 de març, amb una temperatura màxima mitjana de 8 °C. El mes més fred és gener, amb una temperatura mínima mitjana de -4 °C, i màxima de 3 °C.

## Educació
En aquest municipi s'hi troba la Universitat de Kyungdong. El 1981 va ser fundada sota el nom de col·legi Dongwoo i el 1997 va ser fundada sota el nom actual.